# Der Bäbu
 Der Bäbu  är en komisk opera i tre akter med musik av Heinrich Marschner. Det tyska librettot skrev av Wilhelm August Wohlbrück (Marschners svåger) och bygger på boken The Baboo and Other Tales Descriptive of Society in India, Smith, Elder, and Co., London 1834 av Augustus Prinsep. Premiären ägde rum den 19 februari 1838 i Hannover.

## Historia
Operan komponerades omkring 1836/37. Wohlbrück och Marschner inspirerades troligen till operan genom att läsa den anonymt utgivna boken Der Bäbu – Lebensbilder aus Ostindien (Original: The Baboo and Other Tales Descriptive of Society in India.).

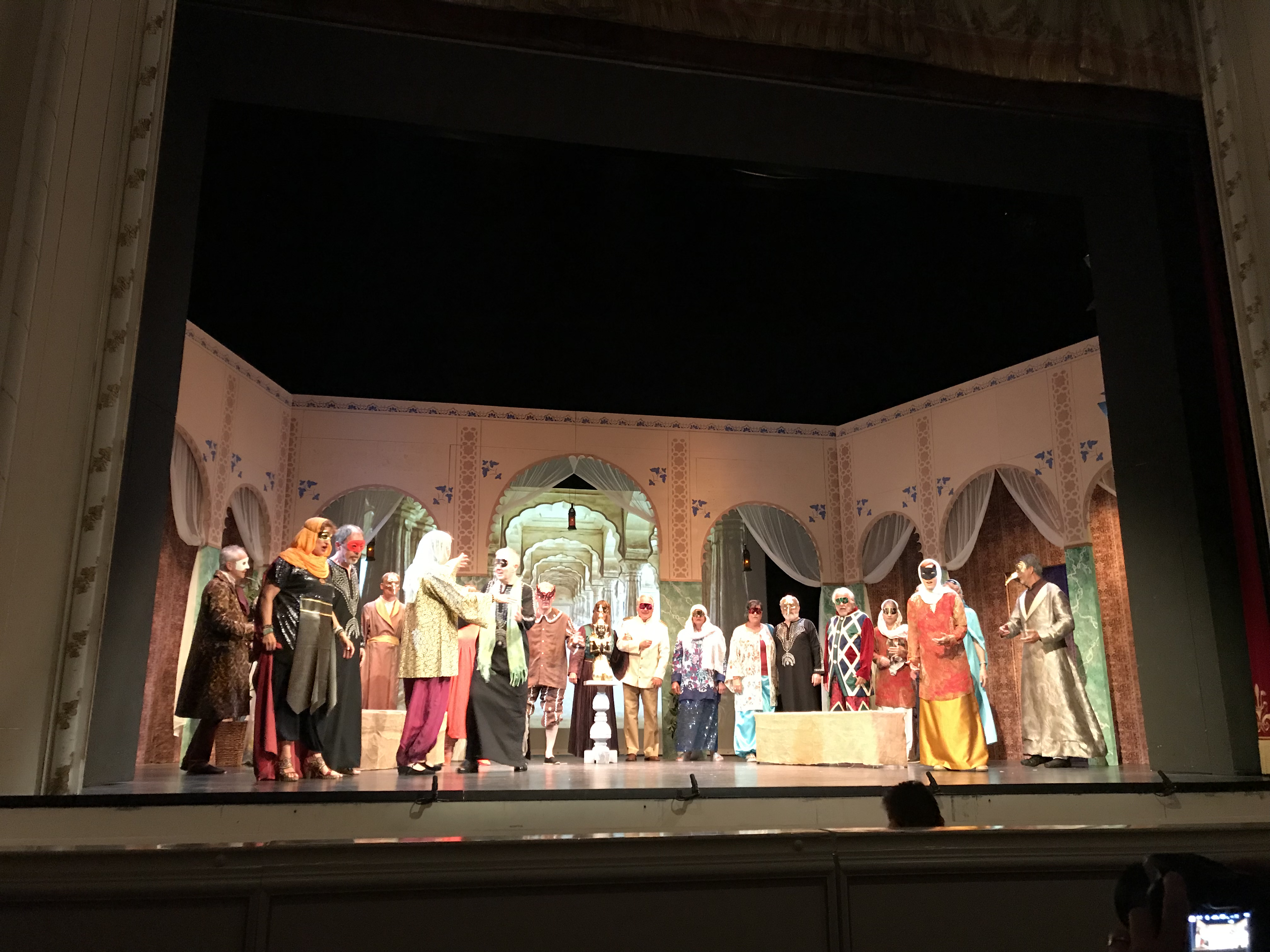
Der Bäbu i Neuburg 2018

Av dessa "livsbilder" begärde Marschner en operatext av Wohlbrück begärt en operatext men hade inte antytt mer än scenariot. Wohlbrück tvivlade på sitt arbete ända till slutet. Trots de stora applåderna uppfattades musiken som för artificiell och överdrivet utsträckt. Marschner tillägnade klaverutdraget av operan till hustrun till den franska tronarvingen (Ferdinand Filip av Orléans), Helene Louise Elisabeth. Marschner sålde rättigheterna till Dresden, Stuttgart, Köpenhamn och Amsterdam.
Der Bäbu spelades endast fem föreställningar i Hannover, i Frankfurt am Main gjorde den fiasko 1838, men den gavs också i Breslau och Köpenhamn (Det Kongelige Teater). Journalisten Georg Harrys, som var kritisk mot Marschner, ansåg att "Marschners senaste opera saknar en naturlig och begriplig koppling av intresse." Marschner själv beskrev dock responsen från premiären på följande sätt: "'Der Bäbu' lanserades slutligen lyckligt den 19:e, och med den lyckligaste framgången. Det hela mottogs med applåder, som ökade till slutet, och jag, Jazedé som Dilafrose och Gey som Bäbu, som båda var utmärkta, hyllades. Jag var rädd att den stora kylan (vi hade 15 grader) skulle hålla folk borta från att sitta i den ouppvärmda, oerhört dragiga teatern. Men det var fruktansvärt trångt och folk applåderade så mycket de kunde, trots frusna händer och pälshandskar. Idag, den 22:a, är operan tillbaka."
Carl Czerny utgav 1840 ett potpurri för piano med titeln Tre lysande fantasier över utvalda motiv från H. Marschners opera Bäbu.

## Personer
| Roller                     | Röststämma | Premiärbesättning 19 februari 1838 (Dirigent: Heinrich Marschner) |
| -------------------------- | ---------- | ----------------------------------------------------------------- |
| Bäbu Brischmohun Bonurschi | baryton    | Traugott Gey                                                      |
| Nabob Jussuf Ali Khan      | bass       |                                                                   |
| Dilafrose, hans dotter     | sopran     | Adele Jazedé                                                      |
| Heinrich Forester          | tenor      | Eduard Holzmiller                                                 |
| Gosain, fakir              | bas        |                                                                   |
| Eva Eldridge, hans niece   | sopran     |                                                                   |
| Friedrich Mosely           | tenor      |                                                                   |